# Деркач Марія Іванівна
Марія Іванівна Деркач (нар. 14 квітня 1930, село Носиківка Шаргородського району Вінницької області — пом. 14 січня 1995 року, там же) — українська художниця та поетеса. 

## Біографія
Народилася 14 квітня 1930 році в селі Носиківка Шаргородського району Вінницької області в родині колгоспників.
У важкі тридцяті роки у її сім'ї померло троє маленьких дітей. У батьків залишилася тільки Марія. Коли їй було 7 років, загинув батько, який працював у колгоспному млині. Закінчивши сім класів, Марія пішла навчатися в Шаргород на курси крою та шиття.
З 15 років трудилася в місцевому колгоспі. В 17 років Марія вийшла заміж.
Малювати любила з дитинства. Спочатку розмальовувала стіни хат і комини печей.
У 52 роки, з'явилася її перша картина. У своїй творчості Марія Іванівна користувалася пензлями зробленими власноруч. Її картини зберігаються в школах та інститутах, музеях і картинних галереях, приватних колекціях, у друзів і сусідів.
Картини: «Вишивальниця», «Моя хата», «Біля криниці», «Там за селом», «Натюрморт», «Райдуга за селом», «Портрет Т. Г. Шевченко», «Портрет майстрині», «На лузі», «Портрет Софії Ротару», «Лебеді», «Корови», «Весна», «Людина і світ», «Квіти», «Одруження», «Собака», «Коровай», «Материнське щастя», «Хрещення в церкві».
Значна їх частина зберігається у Вінницькому музеї образотворчого мистецтва.
Одна з найвідоміших картин художниці - «Після весілля», яка була на виставці в Парижі в 1987 році. Наразі ця картина зберігається у фондах Вінницького обласного художнього музею. Картина «Затишок» була на виставці у Нью-Йорку. Одна із останніх картин «У церкві» була на виставці в Києві (1993).
Марія Іванівна, крім художнього таланту, ще була поетесою.
Померла 14 січня 1995 року.
У 2019 році, щоб вшанувати пам'ять Марії Деркач та з метою відродження традицій українського народного малярства, з 14 по 18 серпня в селі Носиківка, проходив симпозіум народного малярства «Мальована хата». В ньому взяли участь відомі художники-майстри народного малярства із різних областей України. 18 серпня відбулося урочисте закриття заходу.
З метою увічнення пам'яті Марії Деркач на будівлі Носиківської СЗШ  I—III ступенів відкрито меморіальну дошку.